# قانون هنري
في الكيمياء، قانون هنري هو أحد قوانين الغازات وضعه وليام هنري عام 1803. وينص القانون على:
«في درجة الحرارة الثابتة، تتناسب كمية معلومة من الغاز الذائب في سائل معلوم النوع والحجم طردياً مع الضغط الجزئي لذلك الغاز الطافي فوق السائل».
بعبارة أخرى، ينص القانون على أن انحلالية غاز في سائل تتناسب طردياً مع الضغط الجزئي للغاز فوق السائل.
من الأمثلة في حياتنا اليومية على قانون هنري المشروبات الغازية المكربنة. فقبل فتح زجاجة أو علبة المشروب الغازي، يكون الغاز الموجود فوق الشراب ثنائي أكسيد الكربون النقي عند ضغط أعلى قليلاً من الضغط الجوي. الشراب نفسه يحوي ثاني أكسيد كربون مذاب. عند فتح العبوة، يخرج الغاز مصدراً هسيساً مميزاُ. وطالما أن الضغط الجزئي لثاني أكسيد الكربون فوق السائل يكون أقل بكثير، يخرج الغاز المذاب في السائل على شكل فقاعات. إذا ترك كأس من هذا الشراب مكشوفاً، فإن تركيز ثاني أكسيد الكربون فيه يصبح في حالة توازن مع ثاني أكسيد الكربون في الجو، وعليه لا يعد الشراب غازياً.
ثمة مثال أكثر غرابة على قانون هنري وهو انخفاض الضغط في الغوص ومرض تخفيف الضغط.

## صيغة القانون وثوابته
يمكن التعبير عن قانون هنري رياضياً كما يلي (عند درجة حرارة ثابتة):
{\displaystyle p=k_{\mathrm {H} }c}
حيث p هو الضغط الجزئي للغاز المذاب في السائل، c هو تركيز الغاز الذائب، kH i ثابت الضغط مقسوماً على التركيز. الثابت، ويعرف بثابت قانون هنري، يعتمد على المذاب والمذيب ودرجة الحرارة.
بعض قيم kH للغازات الذائبة في الماء عند 298 كلفن تتضمن:
أكسجين (O2) : 769.2 لتر·جو (وحدة)/مول
ثنائي أكسيد الكربون (CO2) : 29.41 لتر.ذرة\مول
هيدروجين (H2) : 1282.1 لتر.ذرة\مول